# Сражение при Шаррете
Сражение при Шаррете (венг. Sárréti csata) или сражение при Штульвайсенбурге — одно из сражений во время австро-турецкой так называемой Долгой войны. Войска Священной Римской империи под командованием австрийского эрцгерцога Матвея и герцога де Меркёра отбили атаки осаманской армии Хасана Емиши-паши и заставили её отступить.

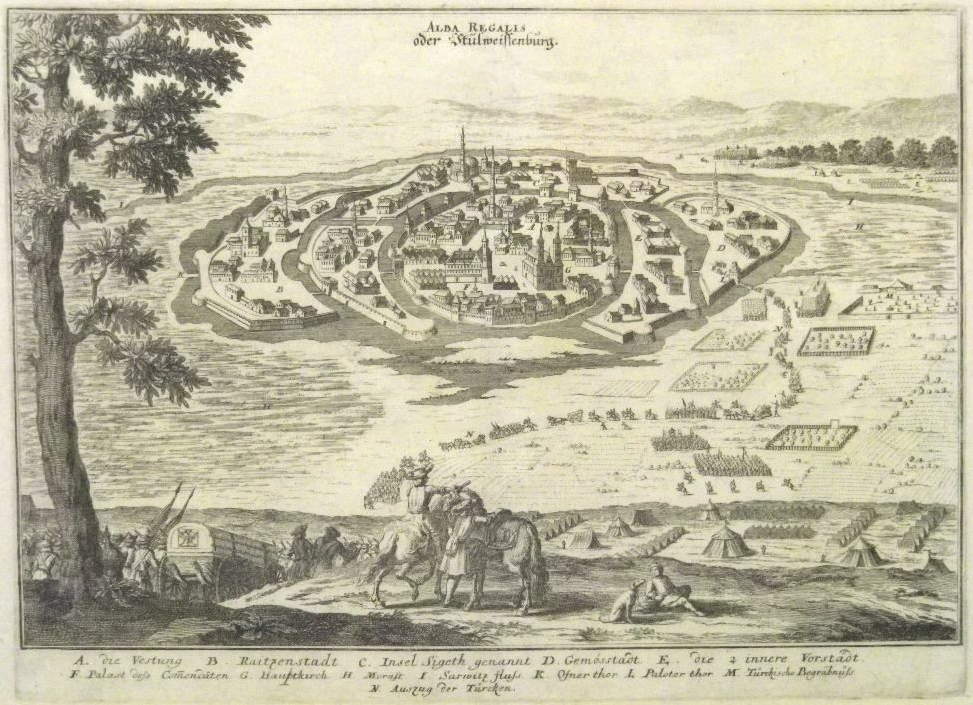
Секешфехервар и окрестности в 1601 г.

После взятия 20 сентября имперскими войсками Секешфехервара герцог Меркёр отвёл их в лагерь под замок Чокако, а затем, в связи с приближением турецкой армии, в более защищённое место, к ручью Гая и реке Мори, окруженных болотами. Общее командование над войсками принял эрцгерцог Матвей.
Турки решили, что их армия выступит из Буды сначала против лагеря противника, а затем начнет возвращение Секешфехервара. 9 октября османской армии во главе с Хасаном Емиши-пашой численностью 50–70 000 человек подошла к Секешфехервару и стала лагерем севернее его. Христианская армия эрцгерцога, обосновавшаяся к северо-западу от Секешфехервара, насчитывала всего 15 000 человек. Она пыталась поддерживать контакт с защитниками города. Таким образом, главной целью турок было прервать их связь и ликвидировать имперский лагерь.
Бои начались 9 октября. 10-го числа турки впервые предприняли мощную атаку через болото Мори, разделяющее две армии. Бой продолжался до вечера и завершился успехом христианских войск. К ночи оба противника вернулись в свои лагеря. Турки потеряли 800 воинов, имперцы — 200.
В течение следующих двух дней относительного затишья герцог Меркёр укрепил свой лагерь и занял передовую позицию на холме Тартар, к югу от Чурго. А турки построили проходы и мосты через болота Мори.
13-го числа была предпринята еще одна атака на христианский лагерь в Чурго, которая принесла первоначальный успех, грозивший имперской армии окружением. В 15.00 Герман фон Руссвурм предпринял контратаку пехотой и кавалерией и отбросил турок с высоты и захватил их пушки. В результате османы потеряли около 1500-2000 человек, христиане — 300.
Эрцгерцог Матвей и де Меркёр решили переместиться на 2 км к западу в еще более защищенное место и для того, чтобы поддерживать более тесную связь с Секешфехерваром. 14 октября турки атаковали передвигавшиеся войска, из-за чего марш был прерван.
Ранним утром 15 числа имперцы двинулись дальше, но были атакованы османской конницей, потеснившей венгерских гусар. Благодаря контратаке немецких кирасиров турки были отбиты, покинули поле боя и отступили в свой лагерь. Имперцы заняли назначенный им лагерь между Чором и Инотой. В бою христиане потеряли 500-1000 человек, османы — 2000-5000.
На следующее утро имперцы насыпали вал между холмом Исскай-Сёлё и болотом Шаррет, который турки не осмелились атаковать. Они также попытались взять Секешфехервар, но безуспешно. Начиная с 25 октября части османской армии стали покидать свой лагерь и отходить в направлении Буды.
Эта победа хотя и не оказала решающего влияния на исход войны, но показала, что более дисциплинированные, лучше и современно оснащенные имперские войска могут отражать атаки превосходящих сил турок и удерживать свои позиции.